# Ixora crassifolia
Ixora crassifolia är en måreväxtart som beskrevs av Elmer Drew Merrill. Ixora crassifolia ingår i släktet Ixora och familjen måreväxter. Inga underarter finns listade i Catalogue of Life.